# حوزه انتخابیه آستانه اشرفیه
حوزهٔ انتخاباتی آستانه اشرفیه یکی از حوزه از حوزه‌های استان گیلان برای انتخابات مجلس شورای اسلامی است. این حوزه به مرکزیت آستانه اشرفیه، ۱ نماینده دارد.

## نمایندگان ادوار
- دور اول:محمدرضا امین ناصری
- دور دوم:زین العابدین قربانی
- دورسوم:علی پورمحمدی فلاح
- دور چهارم:حسن شاخصی
- دور پنجم :حسن شاخصی
- دور ششم :رضا صالح جلالی
- دور هفتم :کیانوش صادق دقیقی
- دور هشتم :سید مهدی صادق
- دور نهم: محمدحسین قربانی
- دوره دهم: محمدحسین قربانی
- دوره یازدهم:
- محمدعلی رمضانی (پیش از شروع به کار مجلس یازدهم درگذشت)
- رسول فرخی میکال (موقت تا انتخابات میان دوره‌ای خرداد ۱۴۰۰)
- ابراهیم نجفی (شروع از خرداد۱۴۰۰)
- دوره دوازدهم: ابراهیم نجفی

## پی‌نوشت و منبع
- «جدول حوزه‌های انتخابیه در انتخابات دهمین دورهٔ مجلس شورای اسلامی» (PDF). مرکز پژوهش و سنجش افکار صدا و سیما. بایگانی‌شده از اصلی (PDF) در ۵ اكتبر ۲۰۱۸. دریافت‌شده در ۳ اوت ۲۰۱۶. تاریخ وارد شده در |archive-date= را بررسی کنید (کمک)